# Sentonorejo
Sentonorejo is een bestuurslaag in het regentschap Mojokerto van de provincie Oost-Java, Indonesië. Sentonorejo telt 3242 inwoners (volkstelling 2010).